# راکویتسه
راکویتسه (به لاتین: Rakvice) یک منطقهٔ مسکونی در جمهوری چک است که در ناحیه برتسلاو واقع شده‌است. راکویتسه ۲٬۱۶۲ نفر جمعیت دارد و ۱۶۴ متر بالاتر از سطح دریا واقع شده‌است.